# Boksen op de Olympische Zomerspelen 1988
Boksen is een van de sporten die beoefend werden tijdens de Olympische Zomerspelen 1988 in Seoel.

## Mannen
Uitslagen per gewichtsklasse: 

### lichtvlieggewicht (tot 48 kg)
| rang   | sporter              | land |
| ------ | -------------------- | ---- |
| Goud   | Ivailo Marinov       | BUL  |
| Zilver | Michael Carbajal     | USA  |
| Brons  | Róbert Isaszegi      | HUN  |
| Brons  | Leopoldo Serantes    | PHI  |
| 5      | Aleksandr Machmoetov | URS  |
| 5      | Mahjoub Mjirich      | MAR  |
| 5      | Scott Olson          | CAN  |
| 5      | Chatchai Saskul      | THA  |

### vlieggewicht (tot 51 kg)
| rang   | sporter           | land |
| ------ | ----------------- | ---- |
| Goud   | Kim Kwang-sun     | KOR  |
| Zilver | Andreas Tews      | GDR  |
| Brons  | Mario González    | MEX  |
| Brons  | Timofei Skriabin  | URS  |
| 5      | Benaïssa Abed     | ALG  |
| 5      | Melvin de León    | DOM  |
| 5      | Alfred Amon Kotey | GHA  |
| 5      | Serafim Todorov   | BUL  |

### bantamgewicht (tot 54 kg)
| rang   | sporter              | land |
| ------ | -------------------- | ---- |
| Goud   | Kennedy McKinney     | USA  |
| Zilver | Aleksandar Christov  | BUL  |
| Brons  | Phajol Moolsan       | THA  |
| Brons  | Jorge Julio Rocha    | COL  |
| 5      | Nyamaa Altankhuyag   | MGL  |
| 5      | Aleksandr Artemjev   | URS  |
| 5      | Katsuyuki Matsushima | JPN  |
| 5      | Stephen Mwema        | KEN  |

### vedergewicht (tot 57 kg)
| rang   | sporter           | land |
| ------ | ----------------- | ---- |
| Goud   | Giovanni Parisi   | ITA  |
| Zilver | Daniel Dumitrescu | ROU  |
| Brons  | Abdelhak Achik    | MAR  |
| Brons  | Lee Jae-hyuk      | KOR  |
| 5      | Liu Dong          | CHN  |
| 5      | Tomasz Nowak      | POL  |
| 5      | Jacov Shmuel      | ISR  |
| 5      | Regilio Tuur      | NED  |

### lichtgewicht (tot 60 kg)
| rang   | sporter           | land |
| ------ | ----------------- | ---- |
| Goud   | Andreas Zülow     | GDR  |
| Zilver | George Cramne     | SWE  |
| Brons  | Romallis Ellis    | USA  |
| Brons  | Nerguy Enkhbat    | MGL  |
| 5      | Mohamed Hegazy    | EGY  |
| 5      | Charles Kane      | GBR  |
| 5      | Kamal Marjouane   | MAR  |
| 5      | Emil Tsjoeprenski | BUL  |

### halfweltergewicht (tot 63.5 kg)
| rang   | sporter                 | land |
| ------ | ----------------------- | ---- |
| Goud   | Vjatsjeslav Janovski    | URS  |
| Zilver | Grahame Cheney          | AUS  |
| Brons  | Reiner Gies             | FRG  |
| Brons  | Lars Myrberg            | SWE  |
| 5      | Sodnomdar Jaa Altansukh | MGL  |
| 5      | Todd Foster             | USA  |
| 5      | Anthony Mwamba          | ZAM  |
| 5      | Humberto Rodríguez      | MEX  |
|        |                         |      |
| 1/32F  | Hubert Wester           | ARU  |

### weltergewicht (tot 67 kg)
| rang   | sporter           | land |
| ------ | ----------------- | ---- |
| Goud   | Robert Wangila    | KEN  |
| Zilver | Laurent Boudouani | FRA  |
| Brons  | Jan Dydak         | POL  |
| Brons  | Kenneth Gould     | USA  |
| 5      | Adewale Adegbusi  | NGR  |
| 5      | Christo Foernigov | BUL  |
| 5      | Joni Nyman        | FIN  |
| 5      | Song Kyung-sup    | KOR  |

### halfmiddengewicht (tot 71 kg)
| rang   | sporter            | land |
| ------ | ------------------ | ---- |
| Goud   | Park Si-hun        | KOR  |
| Zilver | Roy Jones Jr.      | USA  |
| Brons  | Ray Downey         | CAN  |
| Brons  | Richie Woodhall    | GBR  |
| 5      | Martin Kitel       | SWE  |
| 5      | Vincenzo Nardiello | ITA  |
| 5      | Rey Rivera         | PUR  |
| 5      | Jevgeni Zaitsev    | URS  |

### middengewicht (tot 75 kg)
| rang   | sporter              | land |
| ------ | -------------------- | ---- |
| Goud   | Henry Maske          | GDR  |
| Zilver | Egerton Marcus       | CAN  |
| Brons  | Chris Sande          | KEN  |
| Brons  | Hussain Shah Syed    | PAK  |
| 5      | Zoltán Füzesy        | HUN  |
| 5      | Michele Mastrodonato | ITA  |
| 5      | Sven Ottke           | FRG  |
| 5      | Franco Wanyama       | UGA  |

### halfzwaargewicht (tot 81 kg)
| rang   | sporter                | land |
| ------ | ---------------------- | ---- |
| Goud   | Andrew Maynard         | USA  |
| Zilver | Noermagomed Sjanavazov | URS  |
| Brons  | Henryk Petrich         | POL  |
| Brons  | Damir Škaro            | YUG  |
| 5      | Joseph Akhasamba       | KEN  |
| 5      | Ahmed El-Nagar         | EGY  |
| 5      | Lajos Erős             | HUN  |
| 5      | Andrea Magi            | ITA  |
|        |                        |      |
| 1/16F  | Jeffrey Nedd           | ARU  |

### zwaargewicht (tot 91 kg)
| rang   | sporter           | land |
| ------ | ----------------- | ---- |
| Goud   | Ray Mercer        | USA  |
| Zilver | Baik Hyun-man     | KOR  |
| Brons  | Andrzej Gołota    | POL  |
| Brons  | Arnold Vanderlyde | NED  |
| 5      | Gyula Alvics      | HUN  |
| 5      | Luigi Gaudiano    | ITA  |
| 5      | Maik Heydeck      | GDR  |
| 5      | Harold Obunga     | KEN  |

### superzwaargewicht (boven 91 kg)
| rang   | sporter                   | land |
| ------ | ------------------------- | ---- |
| Goud   | Lennox Lewis              | CAN  |
| Zilver | Riddick Bowe              | USA  |
| Brons  | Aleksandr Mirosjnitsjenko | URS  |
| Brons  | Janusz Zarenkiewicz       | POL  |
| 5      | Peter Hrivňák             | TCH  |
| 5      | Ulli Kaden                | GDR  |
| 5      | Kim Yoo-hyun              | KOR  |
| 5      | Andreas Schnieders        | FRG  |

## Medaillespiegel
| rang   | land                     | goud | zilver | brons | totaal |
| ------ | ------------------------ | ---- | ------ | ----- | ------ |
| 1      | Verenigde Staten         | 3    | 3      | 2     | 8      |
| 2      | Zuid-Korea               | 2    | 1      | 1     | 4      |
| 3      | DDR                      | 2    | 1      | 0     | 3      |
| 4      | Sovjet-Unie              | 1    | 1      | 2     | 4      |
| 5      | Canada                   | 1    | 1      | 1     | 3      |
| 6      | Bulgarije                | 1    | 1      | 0     | 2      |
| 7      | Kenia                    | 1    | 0      | 1     | 2      |
| 8      | Italië                   | 1    | 0      | 0     | 1      |
| 9      | Zweden                   | 0    | 1      | 1     | 2      |
| 10     | Australië                | 0    | 1      | 0     | 1      |
| 10     | Frankrijk                | 0    | 1      | 0     | 1      |
| 10     | Roemenië                 | 0    | 1      | 0     | 1      |
| 13     | Polen                    | 0    | 0      | 4     | 4      |
| 14     | Colombia                 | 0    | 0      | 1     | 1      |
| 14     | Hongarije                | 0    | 0      | 1     | 1      |
| 14     | Joegoslavië              | 0    | 0      | 1     | 1      |
| 14     | Marokko                  | 0    | 0      | 1     | 1      |
| 14     | Mexico                   | 0    | 0      | 1     | 1      |
| 14     | Mongolië                 | 0    | 0      | 1     | 1      |
| 14     | Nederland                | 0    | 0      | 1     | 1      |
| 14     | Pakistan                 | 0    | 0      | 1     | 1      |
| 14     | Filipijnen               | 0    | 0      | 1     | 1      |
| 14     | Thailand                 | 0    | 0      | 1     | 1      |
| 14     | Groot-Brittannië         | 0    | 0      | 1     | 1      |
| 14     | Bondsrepubliek Duitsland | 0    | 0      | 1     | 1      |
| totaal | totaal                   | 12   | 12     | 24    | 48     |